# Чжуннаньшаньський тунель
33°53′00″ пн. ш. 108°58′00″ сх. д. / 33.88333333° пн. ш. 108.96666667° сх. д.
Чжуннаньшаньський тунель (кит.: 秦岭终南山公路隧道) — автомобільний тунель крізь гори Ціньлін у провінції Шеньсі, найдовший двотрубний тунель у світі.
На момент відкриття, в 2007 році, був другим за довжиною автодорожнім тунелем у світі та першим в Азії  . Тунель пов'язує Сіань та Жашуй . Довжина кожної з двох гілок 18040 м  . Усередині тунелю оформлені психологічні просвіти з імітацією неба та дерев.
- Тунель починається в селі Цинча, містечку Сібіаньюй, районі Чанъань, Сіань, на висоті 896 м, і закінчується на вулиці Сяоюй, містечко Інпан, повіт Чжашуй
- У печері є поздовжній схил «ялинка», максимальний поздовжній ухил становить 1,1 %, а максимальна глибина заглиблення — 1640 м.
- Просвіт тунелю — 10,5 метра (внутрішній контур — 10,9 метра в ширину і 7,6 метра заввишки).
- У верхньому та нижньому тунелях є аварійний паркувальний пояс, кожен 750 м. Ефективна довжина паркувального поясу 30 м, загальна довжина 40 м, між двома тунелями через кожні 500 м є зона аварійного паркування, з чиста ширина 4,5 м і чиста висота 4,5 м. 5,97 м. Через кожні 250 метрів є пішохідний перехід шириною 2 метри та висотою 2,5 метра.
- Тунельна експлуатаційна вентиляція обладнана трьома вертикальними шахтами та секційною поздовжньою вентиляцією. Система моніторингу включає сім систем моніторингу: систему моніторингу та контролю руху, систему безпеки, систему зв'язку, управління обладнанням, зарядку, комп'ютерне керування та центральну диспетчерську.
- У тунелі три вентиляційні шахти, максимальна глибина — 661 метр, максимальний діаметр шахти — 11,5 метра, під шахтами — велика підземна вентиляторна майстерня.